# 是枝恭二
是枝 恭二（これえだ きょうじ、1904年10月16日 - 1934年6月10日）は、日本の戦前の政治運動家。

## 経歴
鹿児島県鹿児島郡谷山村（現鹿児島市）生まれ。父は鉄道管理局建設事務所に勤める官吏であった。鹿児島県立第一鹿児島中学校から宮崎県立宮崎中学校に転校、4年修了で第七高等学校へ進学。
七高在学中の1922年に村尾薩男、喜入虎太郎らと社会科学研究会を創設し、また学生や鹿児島県下の青年に対する啓蒙活動を行なった。1923年東京帝国大学文学部社会学科に進学、新人会、学生連合会、学生社会科学連合会の中心的指導者の一人であった。
1925年10月、共産主義者グループに参加し、志賀義雄、村尾薩男と3人で学生運動に対するフラクションを構成した。また同じ頃、在学中であったが『無産者新聞』記者となった。1926年1月、無産政党組織準備委員会の取材に大阪へ行き、そのまま同月15日京都学連事件で逮捕され、治安維持法による最初の被告の一人となった。同年9月2日保釈、一時熊本に帰り、11月はじめ上京して『無産者新聞』記者として活動を再開した。のち同紙編集長。
この頃日本共産党に入党。1927年5月、京都地裁による第1審判決で治安維持法違反により禁固1年。福永操と結婚。
1928年の三・一五事件で再度検挙、送検される。
水野成夫前党中央事務局長が、1929年5月獄中で転向して著した手記に賛同。以後転向と撤回をかさね、獄死した。